# Este, Padova
Este là một thị xã thuộc tỉnh Padova, vùng Veneto ở phía bắc Ý. Thị xã nằm ở chân của Colli Euganei. Đây là một trung tâm nông trại, thủ công.

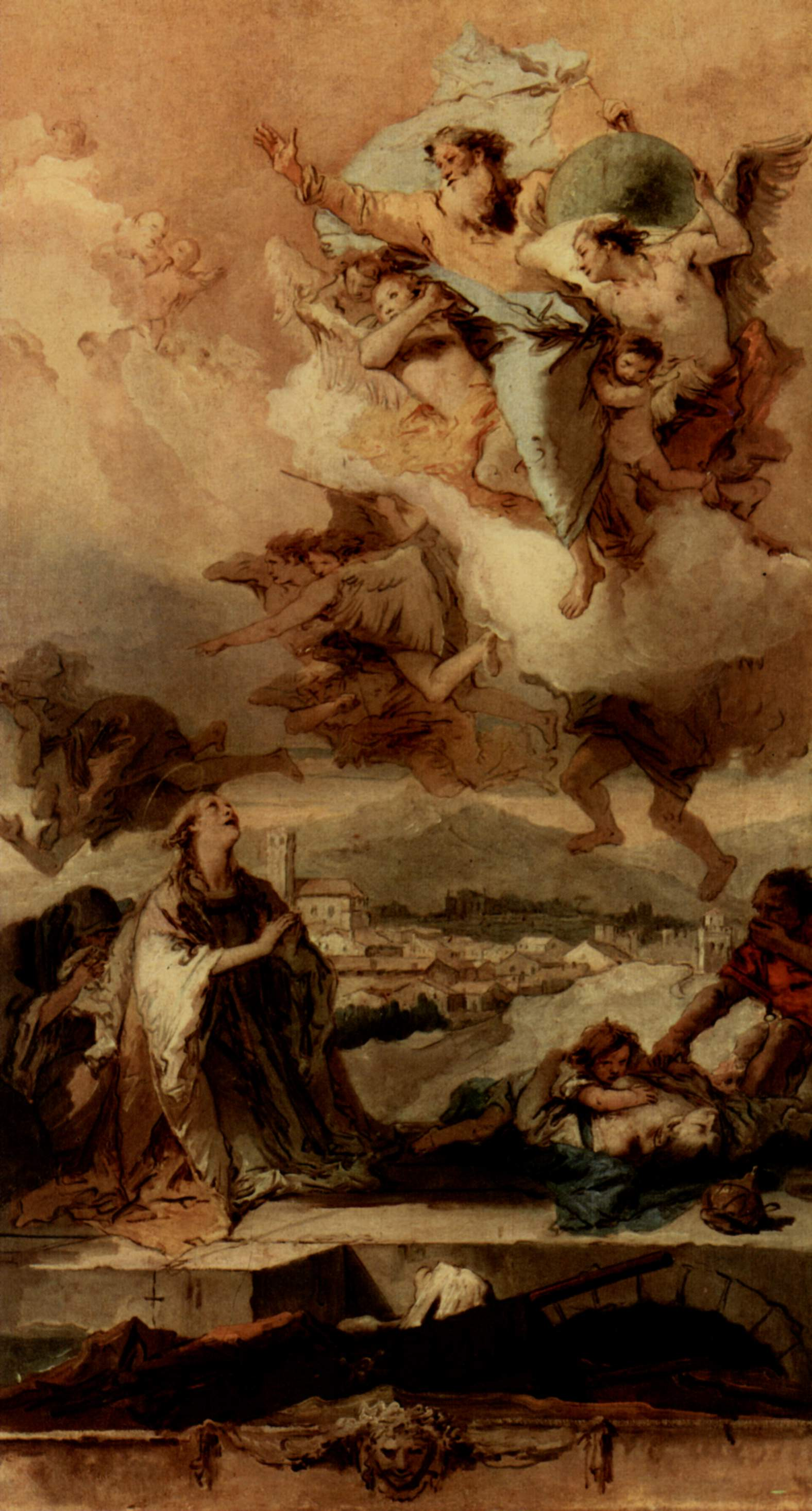
Giovanni Battista Tiepolo, St. Thecla giải phóng Este khỏi Plague, 1758-59.

## Các đô thị kết nghĩa
- Bad Windsheim, Đức.
- Leek, Vương quốc Anh.
- Pertuis, Pháp.
- Rijeka, Croatia.